# Phyllastrephus fulviventris
El bulbul ventrirrufo (Phyllastrephus fulviventris) es una especie de ave paseriforme de la familia Pycnonotidae propia del oeste de África central.

## Distributión y hábitat
Se encuentra en el oeste de Angola, Gabón y el extremo occidental de la República Democrática del Congo. Se encuentra en bosques tropicales y sabanas de regiones costeras.